# Reuteria pollicaris
Reuteria pollicaris är en insektsart som beskrevs av Knight 1939. Reuteria pollicaris ingår i släktet Reuteria och familjen ängsskinnbaggar. Inga underarter finns listade i Catalogue of Life.